# Politiezone Brussel-West
Brussel-West of B-West (identificatienummer 5340) behoort tot de lokale politie en is een van de zes lokale politiezones van het Brussels-Hoofdstedelijk Gewest. . Brussel-West is een meergemeentenpolitiezone van het type 2 en bestrijkt de Brusselse gemeenten Sint-Jans-Molenbeek, Koekelberg, Jette, Ganshoren en Sint-Agatha-Berchem. De korpschef is Luc Ysebaert. Op 20 januari 2021, legde de 1e hoofdcommissaris van politie de eed af. Daarmee wordt hij officieel de nieuwe korpschef van de Politiezone Brussel-West en de 222.0000 inwoners van haar gemeenten Sint-Jans-Molenbeek, Jette, Ganshoren, Sint-Agatha-Berchem en Koekelberg. Hij volgt hoofdcommissaris van politie Johan Berckmans op die gedurende een jaar en vier maanden het korps ad interim leidde. Luc Ysebaert wordt met deze eedaflegging korpschef van de 7e grootste politiezone van het land met zo’n 900 personeelsleden voor de komende vijf jaar. 
Luc Ysebaert, 59 jaar, kent reeds een lange carrière binnen de lokale en federale politie. Gedurende 35 jaar bekleedde hij uiteenlopende functies op verschillende niveaus. Hij begon zijn loopbaan bij de politiezone Brussel-Hoofdstad - Elsene, waar hij eerst functioneel directeur-generaal was en nadien operationeel directeur-generaal, ofwel de nummer 2 van de politiezone. In zijn 30 jaar bij de lokale politie bouwde hij ruime ervaring op in het beheer van de openbare orde en de aanpak van lokale veiligheidsproblemen. Vervolgens maakte hij de overstap naar de federale politie als bijzonder adviseur van de Commissaris-Generaal, om nadien Directeur-Coördinator (DirCo) voor Brussel te worden op het supra-lokaal niveau.
Perfect tweetalig en gesterkt door zijn professionele ervaring, wil hij van de politiezone Brussel-West in de komende vijf jaar een korps maken dat georiënteerd is naar haar bevolking, in lijn met haar noden en respectvol naar haar fundamentele waarden. ‘Mijn absolute prioriteit is het versterken van de relatie van de politiezone met haar inwoners en dit in alle vertrouwen en met wederzijds respect.’
De politiezone beslaat een oppervlakte van 17,5 km² en telt ongeveer 222.0000 inwoners. Een belangrijk kenmerk van de zone zijn de opmerkelijke socio-economische verschillen van de vijf gemeenten onderling. Sint-Jans-Molenbeek heeft een (erg) lage socio-economische status, kent een aanzienlijk aandeel allochtonen en nieuwkomers onder de bevolking, terwijl Sint-Agatha-Berchem een hoge socio-economische status en een meer residentieel karakter heeft, en het aandeel van allochtonen minder groot is.
De prioritaire fenomenen voor de politiezone Brussel-West:
- diefstal in woning,
- diefstal en geweld in de openbare ruimte,
- handel in verdovende middelen,
- intrafamiliaal geweld,
- verkeersveiligheid,
- overlast.

Op 1 juni 2022 telde Brussel-West 1.064 medewerkers : 847 politiemensen en 217 burgermedewerkers (CALog) Het hoofdcommissariaat is gelegen aan de Briefdragerstraat 2 in 1080 Sint-Jans-Molenbeek.